# 利帕德 (堪薩斯州)
利帕德（英語：Lippard）是位於美國堪薩斯州拉什縣的一個非建制地區。

## 歷史
霍威（Howe）的郵政局於1878年設立，於1886年更名為利帕德，其後於1891年遷至利本塔爾。

## 地理
利帕德所處的海拔為高於海平面621米（即2037英呎），而該地所採用的時區為UTC-6，即北美中部時區（CST）。同時該地設有夏令時間，為UTC-6調快一小時，即UTC-5（CDT）。